# Alphonse Pyrame de Candolle
Alphonse Pyrame de Candolle (puno ime Alphonse-Louis-Pierre Pyrame de Candolle) (rođen 27./28. listopada 1806., Pariz — umro 4. travnja 1893., Ženeva), švicarski botaničar koji je uveo nove metode istraživanja i analize u fitogeografiju, granu biologije koja se bavi geografskom distribucijom biljaka.
Candolle je naslijedio svog oca, eminentnog botaničara Augustina Pyramea de Candollea, na katedri za botaniku i kao ravnatelj botaničkih vrtova na Sveučilištu u Ženevi (1842–93). Uredio je zadnjih 10 svezaka “Prodromus Systematis Naturalis Regni Vegetabilis” (1824–73), golemog pokušaja njegova oca da klasificira i opiše sve poznate vrste sjemenskih biljaka. Dovršio je očeve zakone nomenklature u “Lois de la nomenclature botanique” (1867). Godine 1867. Candolle je sazvao prvi Međunarodni botanički kongres u Parizu, koji je sustavno pokušao standardizirati i odlučiti o nomenklaturnim praksama u botanici. Iako su Candolleovi zakoni usvojeni na kongresu, botaničari ih nisu ozbiljno primjenjivali.
Candolle i njegov sin Anne-Casimir de Candolle (1836. – 1918.) uredili su niz monografija o sjemenskim biljkama, “Monographiae Phanerogamarum”, 7 sv. (1879–91). Najpoznatiji po svojim doprinosima proučavanju geografske distribucije biljaka, Alphonse je napisao “Géographie botanique raisonée”, 2 sv. (1855), još uvijek ključno djelo fitogeografije. U “Origine des plantes cultivées” (1883.) Candolle je nastojao uspostaviti središta biljnog podrijetla koristeći povijesne, lingvističke i arheološke kao i botaničke podatke.
Ipni ime: A.DC.